# Gonomyia (Leiponeura) gillottae
Gonomyia (Leiponeura) gillottae is een tweevleugelige uit de familie steltmuggen (Limoniidae). De soort komt voor in het Neotropisch gebied.